# カレザーナ
カレザーナ（イタリア語: Caresana）は、イタリア共和国ピエモンテ州ヴェルチェッリ県にある、人口約1,000人の基礎自治体（コムーネ）。

## 地理

### 位置・広がり
ヴェルチェッリ県南東部に位置するコムーネで、県都ヴェルチェッリから南南東へ13km、ポー川河畔のカザーレ・モンフェッラートから北北西へ11km、パヴィーアから西へ51km、州都トリノから東北東へ67kmの距離にある。
町域の東をセージア川が流れており、おおむねパヴィーア県（ロンバルディア州）との境界となっている。
| 隣接するコムーネは以下の通り。ALはアレッサンドリア県、PVはパヴィーア県所属。 - ペッツァーナ - 北 - ロザスコ (PV) - 北東 - ランゴスコ (PV) - 南東 - モッタ・デ・コンティ - 南 - ヴィッラノーヴァ・モンフェッラート (AL) - 南西 - ストロッピアーナ - 西 |